# Walter Baade
Wilhelm Heinrich Walter Baade (Schrottinghausen, Alemanya, 24 de març de 1893 - 25 de juny de 1960) va ser un astrònom alemany que va emigrar als Estats Units l'any 1931. Entre altres aportacions, va definir el concepte de població estel·lar, va descobrir 10 asteroides, i l'existència de dos tipus de cefeides, fet que va portar a una important correcció en l'escala de les distàncies intergalàctiques.
Va fer descobriments importants en l'àmbit de l'evolució estel·lar i de les distàncies intergalàctiques.
Estudiant la galàxia d'Andròmeda amb el telescopi de 2,5 m de l'Observatori de Mount Wilson a Los Angeles, Califòrnia (EUA), al principi dels anys 40, va poder fer les primeres fotografies d'estrelles existents a les regions centrals d'aquella galàxia, que és molt similar a la nostra. Així va descobrir que les estrelles del nucli galàctic són vermelles, mentre que les que es troben a la perifèria, en els braços en forma d'espiral de la galàxia, són blaves. A aquestes últimes estrelles les va anomenar estrelles de Població I i a les vermelles estrelles de Població II. Es tracta d'una diferència evolutiva important, ja que distingeix les estrelles joves de les velles.
Baade va determinar també la distància de la Galàxia d'Andròmeda, que arriba a 2 milions d'anys llum i que anteriorment havia estat subestimada, ampliant d'aquesta manera l'escala de les distàncies entre les galàxies i, per tant, les idees sobre les autèntiques dimensions de l'Univers.
L'asteroide (1501) Baade duu el seu nom, així com el cràter Baade, a la Lluna.
| (930) Westphalia | 10 de març de 1920    |
| (934) Thüringia  | 15 d'agost de 1920    |
| (944) Hidalgo    | 31 d'octubre de 1920  |
| (966) Muschi     | 9 de novembre de 1921 |
| (967) Helionape  | 9 de novembre de 1921 |
| (1036) Ganymed   | 23 d'octubre de 1924  |
| (1103) Sequoia   | 9 de novembre de 1928 |
| (1566) Icarus    | 27 de juny de 1949    |
| (5656) Oldfield  | 8 d'octubre de 1920   |
| (7448) 1948 AA   | 14 de gener de 1948   |